# Beyond: Two Souls
Beyond: Two Souls is een computerspel dat ontwikkeld werd door Quantic Dream en in Europa uitgegeven is door Sony Computer Entertainment op 11 oktober 2013. Het spel is beschikbaar voor PlayStation 3, PlayStation 4 en Microsoft Windows.

## Gameplay
Beyond: Two Souls gaat over het leven van Jodie Holmes, een vrouw met een bijzondere gave. Van kleins af aan wordt ze vergezeld door Aiden, een entiteit die alleen Jodie kan zien. Aiden kan voorwerpen verplaatsen, vernietigen of veranderen en het lichaam van een andere persoon overnemen. Aiden en Jodie zitten aan elkaar verbonden met een onzichtbaar touw en zijn altijd samen.
De speler speelt vijftien jaar van Jodies leven. Het verhaal loopt echter wel door elkaar. Men bestuurt haar bijvoorbeeld eerst als kind, dan als volwassene en dan als tiener. Dit roept vragen op die later in het spel beantwoord worden. In het verhaal bevindt Jodie zich in verschillende situaties, zoals het vluchten voor de politie en proberen te overleven in de woestijn. Alleen met de hulp van Aiden kan ze het halen. Op bepaalde punten in het spel wordt de speler geconfronteerd met lastige keuzes die hij/zij zelf moet maken. Op die manier bepaalt hij/zij tevens de loop en afloop van het spel.

### Personages
| Acteur          | Personage      |
| --------------- | -------------- |
| Ellen Page      | Jodie Holmes   |
| Willem Dafoe    | Nathan Dawkins |
| Kadeem Hardison | Cole Freeman   |
| Eric Winter     | Ryan Clayton   |

## Ontwikkeling
Beyond: Two Souls werd door Quantic Dream op 5 juni 2012 tijdens de E3-persconferentie van Sony aangekondigd.
De muziek in het spel werd aanvankelijk gecomponeerd door Normand Corbeil. Na zijn overlijden in januari 2013 aan alvleesklierkanker werd de productie overgedragen aan Lorne Balfe en Hans Zimmer, die beiden al hadden samengewerkt aan de muziek van onder andere Call of Duty: Modern Warfare 2 en Crysis 2.